# James Beattie
James Beattie (ur. 27 lutego 1978 w Lancaster) – angielski piłkarz, występujący na pozycji napastnika.

## Kariera
Karierę rozpoczynał w klubie ze swojego rodzinnego miasta, Blackburn Rovers, w którym wystąpił tylko w 7 meczach. W 1998 roku za 6 milionów funtów odszedł do Southampton. Stał się jego najlepszym strzelcem oraz kluczowym graczem drużyny. Dla "Świętych" Beattie zdobył wiele bramek, a swój najlepszy dorobek bramkowy przypadł na lata 2002-2003, w którym zdobył 24 gole. W 2005 roku, zimą podpisał kontrakt z Evertonem. Klub z Liverpoolu wyłożył na zawodnika 5,8 milionów funtów i była to największa suma jaką Everton wydał na piłkarza. W swoim pierwszym pełnym sezonie strzelił 11 bramek, które wystarczyły by został najlepszym strzelcem zespołu. Everton zajmując miejsce gwarantujące grę w Lidze Mistrzów, co było dużym sukcesem, dało mu szansę zagrania w europejskich pucharach, niestety angielski klub odpadł w eliminacjach przegrywając dwukrotnie z hiszpańskim klubem Villareal po 2:1. Niestety Beattie nie utrzymał wysokiej formy w kolejnym sezonie i Everton sprzedał zawodnika do Sheffield United, gdzie był uznawany za gwiazdę klubu i ligi. W dwóch sezonach w 65 występach zdobył 34 bramki. W styczniu 2009 roku dobra gra zaowocowała podpisaniem kontraktu ze Stoke City, które zapłaciło za kartę zawodnika 2,5 miliony funtów. W swoim pierwszym półroczu w tym klubie zdobył 7 goli w 16 występach. 14 sierpnia za 1,8 mln funtów przeszedł do Rangers F.C.
W reprezentacji Anglii zadebiutował w 2003 roku w przegranym 1-3 meczu z Australią. W sumie wystąpił w 5 meczach swojej reprezentacji.